# Stazione di Carinola
La stazione di Carinola è stata una stazione ferroviaria posta lungo la ex linea ferroviaria Sparanise-Gaeta chiusa il 23 marzo 1957, era a servizio del comune di Carinola.

## Storia
La stazione, ubicata in località San Donato, a circa 3 km dal centro abitato di Carinola, venne inaugurata nel 1892. Era abbastanza frequentata sia per il servizio viaggiatori che come scalo merci. Continuò il suo esercizio fino al 23 marzo 1957 insieme alla tratta Sparanise-Minturno.

## Strutture e impianti
La stazione era dotata da un fabbricato viaggiatori, un magazzino merci e dei binari passanti. Ad oggi rimangono solo il fabbricato viaggiatori e il magazzino merci, adibiti ad abitazioni private, mentre i binari vennero smantellati.